# 發粿

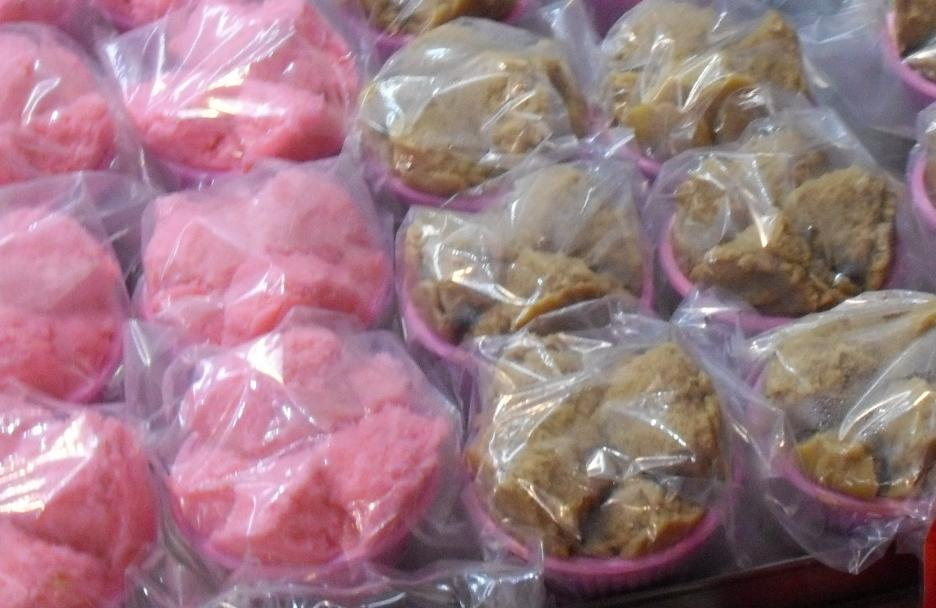
染成粉紅色的發糕和黑糖發糕

發粿（閩南語白話字：Hoat-koé/Huat-kué）又叫發糕，客家語稱之為鉢粄、發粄、碗粄或起酵粄，是一種米食製品，流行於浙江、華南地區、港澳、臺灣、印尼、新馬及泰國閩裔移民區域一帶，是傳統新春的食品，亦可用於祭祀或饋贈親人。
發粿諧音發財、高升，客家人稱粿上裂痕為“笑”，外型發得越大，裂痕越深，象徵新的一年笑口常開，生活順意。
發粿的顏色大體有三類，傳統的為紅色，是以白糖、酒麯混入糯米製成。還有只放白糖的白色和放黃糖的黃色鉢粄。

## 作法
糯米或絲苗米泡冷水後磨成米漿，可用低筋麵粉代替，加入糖和發粉攪拌後倒入碗中，放入蒸籠蒸熟之後即成。現代製法中往往也掺入少量麵粉以改善成品外型。以酵母做發粿需要先用一小團米漿塊去和酵母發酵至2-3倍大後，揉入其它的米漿塊中繼續將其發酵，後移至蒸籠蒸25分鐘，制作出的發粿則變得米香純厚，無碱味。以白發粉制做發粿，白發粉有分已混合在一起的泡打粉與未混合的發酵粉和發粿粉，泡打粉製作的發粿大都無裂痕。

## 外型
蒸熟的發粿會因為在蒸煮的過程中，使發粿高出碗面，因而出爐的成品上方表皮會脹裂為呈十字或不規則型的裂痕。